# Boulevard du Temple (dagerrotípia)

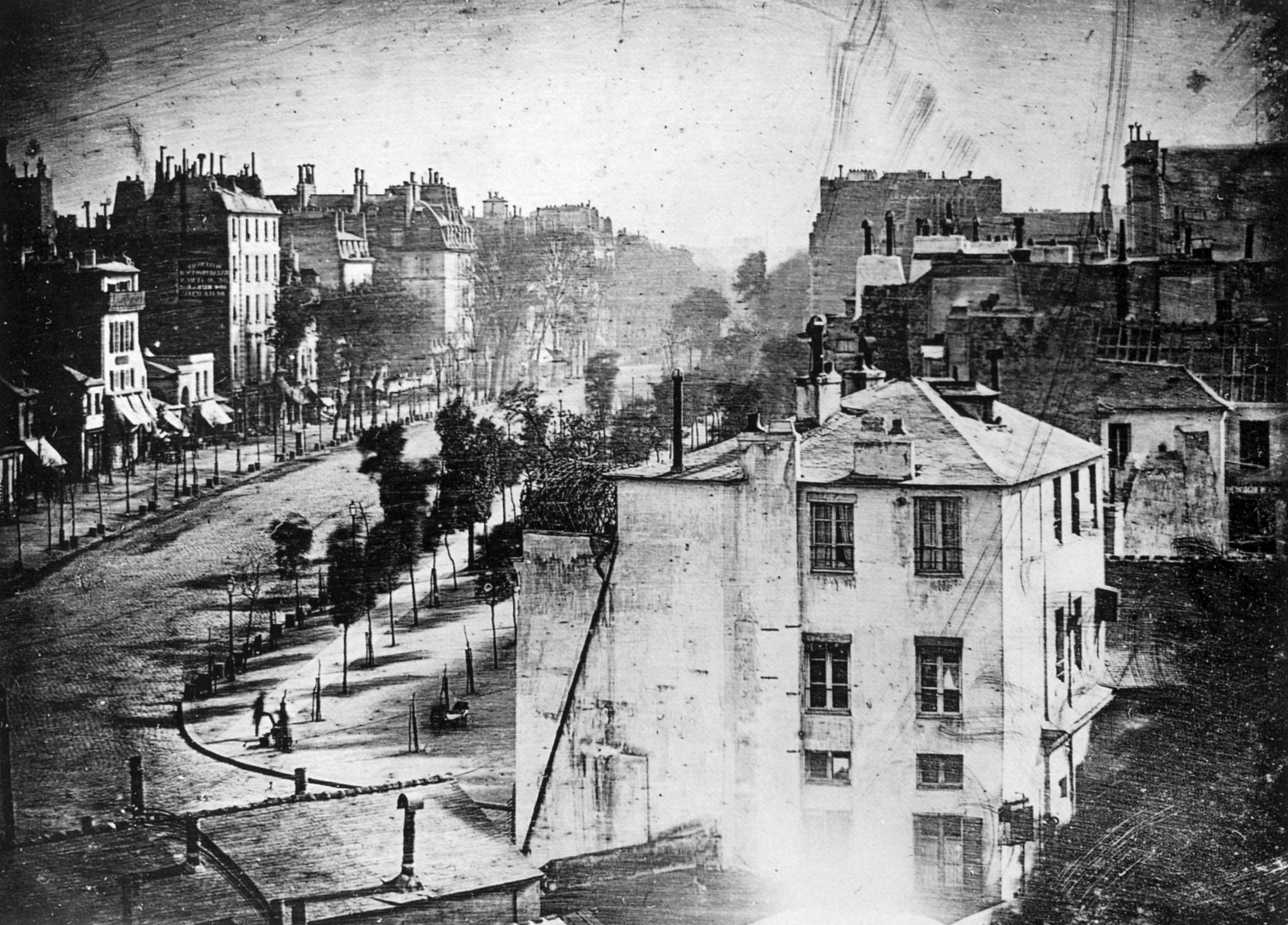
Louis Daguerre: Boulevard du Temple (dagerrotípia, 1838)

A Boulevard du Temple Louis Daguerre által 1838-ban  készített dagerrotípia, melyet az első, embert ábrázoló fotográfiaként tartanak számon.

## Története

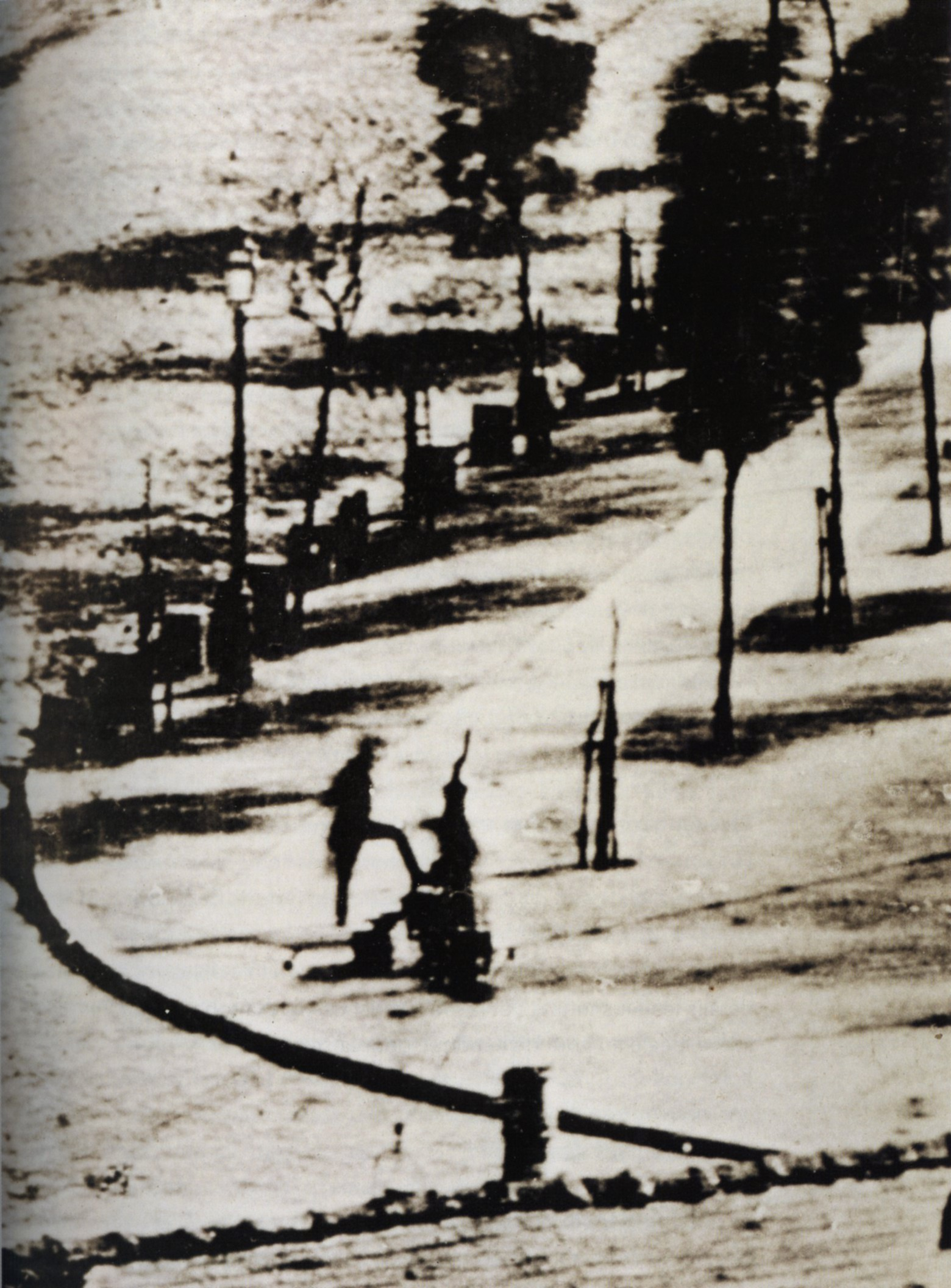
A kép kinagyított részlete: a cipőtisztító és ügyfele

Daguerre Párizsban, a rue des Marais 5. szám alatt lakott, az épületből a Boulevard du Temple-re  nyílott kilátás. 1838 tavaszán innen, lakásának ablakából készített három felvételt. Ezek egyike volt a Boulevard du Temple címen ismertté vált kép, mely, a hozzáfűzött felirat szerint „Reggel nyolc órakor” készült. A másik – szintén a leírás alapján – délben készülhetett, míg a harmadik felvétel nem maradt fenn. Az időpont, valamint a korabeli térképek, az árnyékok hosszának és a kamera helyzete alapján az emberalakot ábrázoló felvételt Daguerre 1838. április 24-e május 4-e között készíthette. A 12,9 x 16,3 cm-es, közvetlenül egy lemezre rögzített dagerrotípia nem volt tökéletes: oldalhelytelen volt, csillogó felülete a beesett fény szögétől függően pozitívból negatívba fordult. A leképzett világ kicsinyített és fekete-fehér mását a korabeli kritikusok a kor képzőművészeti formáihoz viszonyítva kezdetlegesnek találták. Daguerre új fényképezési eljárásának 1839-ben történt publikálása után a Boulevard du Temple-ről készült képek már nagyobb figyelemben és elismerésben részesültek.
A viszonylag hosszú – több mint tíz perces – expozíciós időnek köszönhetően, a Boulevard du Temple forgatagából semmi nem érzékelhető. Azonban a kép bal alsó részén két emberi alak kivehető: egy cipőjét tisztíttató úr, valamint maga a cipőtisztító. Kilétüket nem sikerült megállapítani, de egyes feltételezések szerint Daguerre által a fotó elkészítéséhez felkért személyekről lehet szó. Nicholas Jenkins, a Stanford Egyetem irodalomtörténésze úgy véli a képen a két ismert emberalak mellett még legalább egy ember szerepel: tőlük jobbra az épület melletti fasor elejénél.

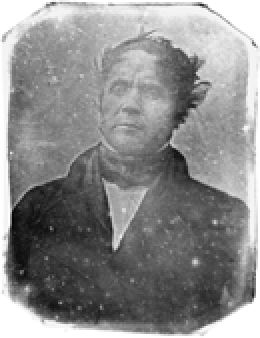
Louis Daguerre(?): Huet úr portréja (dagerrotípia, 1837)

Mielőtt még a francia állam megvette volna és a világnak adományozta találmányát annak hasznosítása érdekében, reklámként Daguerre 1839-ben egy három képből álló triptichont (egy csendéletet, valamint két a Boulevard du Temple-t ábrázoló fotográfiát) küldött a bajor királynak, egy másik triptichont az orosz cárnak és 3 különálló képet Ausztria vezetőinek: egyet a császárnak, egyet Metternich kancellárnak, és egyet a képek eljuttatásában segédkező Apponyi Antalnak, a monarchia párizsi követének. (Ez utóbbi ma a Magyar Műszaki és Közlekedési Múzeum gyűjteményében van). A bajor királynak küldött felvételeket még ugyanebben az évben Münchenben a Kunstvereinben állították ki, ahonnan a bajor királyi gyűjteménybe kerültek. Az uralkodó, I. Lajos halála után a Bajor Nemzeti Múzeum állandó kiállításának részei lettek. Innen később a Münchner Stadtmuseumba kerültek letétbe.
A lemezekről Beaumont Newhall fotótörténész a New York-i Modern Művészetek Múzeuma Photography, 1839-1937 című kiállítására reprodukciókat készített, melyekről később másolatok készültek.  
A lemezek már egy 1960-ban készült fénykép szerint is teljesen oxidálódtak és nem voltak látható képnyomok rajtuk. Egy az 1970-es években végrehajtott restaurálási kísérlet is csak rontott a helyzeten. Az 1980-as években a Stadtmuseum fotókonzervátora a George Eastman House szakembereinek közreműködésével és a Newhall-féle fotók felhasználásával dagerrotip technikájú másolatokat készítettek. Érdekesség, hogy nemcsak az eredeti felvételek tűntek el, hanem az ábrázolt városrészt is átépítették időközben, így az eredeti helyszín se látható már.
André Gunthert történész az Études photographiques folyóiratban 1998-ban publikált cikkében említést tett egy még korábbi, 1837-ből származó Huet úr portréja címet viselő felvételről, melyet szintén Daguerre-nek tulajdonítanak. A kép szakmai vita tárgya volt. Az, hogy a felvétel valóban korábbi mint a Boulevard du Temple nem bizonyított egyértelműen, de több a témával foglalkozó írás szerint ez a felvétel tekinthető a legrégebbi fennmaradt, embert ábrázoló fotográfiának.